# Constantino Ocha’a Mve Bengobesama
Constantino Ocha'a Mve Bengobesama (ur. 17 lutego 1943, zm. 1991) – pisarz i poeta z Gwinei Równikowej.
Pochodził z grupy etnicznej Fang. Urodził się w Nsangayong. Studiował na madryckim Uniwersytecie Complutense. Po zamachu stanu z 1979 powrócił do Gwinei. Zaangażowany w kształtowanie polityki edukacyjnej kraju, był między innymi dyrektorem generalnym w ministerstwie kultury i edukacji. Kierował stołecznym Instituto Rey Malabo. Opublikował szereg książek, w tym, Tradiciones del pueblo fang (1981), Semblanzas de la hispanidad (1985), Guinea Ecuatorial : polémica y realidad (1985) czy Fuentes Archivísticas y Bibliotecarias de Guinea Ecuatorial (guía general del administrativo, del investigador y del estudiante) (1985). W swoich pracach podkreślał znaczenie cywilizacji Bantu w zrozumieniu współczesnej Gwinei. Jednocześnie zwracał uwagę na nieodzowną rolę hiszpańskiego dziedzictwa w ukształtowaniu odrębnej, gwinejskiej tożsamości narodowej. Przełożył na język hiszpański niektóre utwory literatury ustnej stworzonej w fang.
Znany z opisowej, emocjonalnej poezji wyróżniającej się elokwencją i subtelnością środków wyrazu. Jego wiersze znalazły się we wpływowej Antología de la literatura guineana (1984), skompilowanej przez Donata Ndongo-Bidyogo.